# 김예직
김예직(金禮直, 1565년~1623년)은 조선 중기의 무관이다. 본관은 김해(金海). 자는 문백(文伯)이고 호는 당우(棠偶)이다. 대한민국의 국무총리 김종필(金鍾泌)의 직계 선조가 되기도 한다.
해령부원군(海寧府院君) 김희철(金希哲)의 아들이며, 공빈 김씨의 동생이다. 조카(생질)로는 임해군(臨海君) 제15대 광해군(光海君)이 있다. 시호는 의헌(毅憲)이다.

## 생애
1565년(명종 20년) 10월 11일 강원도 원주에서 태어났다.
1592년 임진왜란이 일어나자 그는 백의종군(白衣從軍)으로 선조를 의주까지 호종하였다.
같은 해 문음으로써 관직에 천거되고 이듬해 1593년(선조 26) 무과에 급제한 뒤, 1604년 평안도 용천군수(龍川郡守)를 거쳐, 1610년(광해군 2) 정3품 중추부첨지사(中樞府僉知事)가 되었다.
1616년 함경도 병마절도사(咸鏡道 兵馬節度使가 되어 부임하였다가 탐학한 행위가 많다 하여 삭출되고, 뒤에 재기용되어 포도대장(捕盜大將) , 삼도수군통제사(三道水軍統制使)를 역임하였다.
그 사이 모역죄로 처형된 허균을 비호하였다 하여 탄핵받았고, 1618년에는 조카 광해군이 인목왕후(仁穆王后)를 폐위하려 하자 이를 극간하다가 파직되었다.
1623년 인조반정이 일어나자 광해군의 외숙이기도 한 그는 임금에게 죄를 청하였으나, 광해군 때 대북파(大北派)의 무고로 여러 차례 관직에서 물러난 사실이 확인되어 오히려 포상을 받았는데 그 해에 병사하였다.
시호는 의헌(毅憲)이다.

## 가계
- 증조부 - 김세균(金世鈞) - 분성군 김영정(盆城君 金永貞)의 아들
- 증조모 - 진주 강씨(晉州 姜氏) - 강이행(姜利行)의 딸
  - 할아버지 - 김종수(金從壽)
  - 할머니 - 하동 정씨(河東 鄭氏) - 정승우(鄭承祐)의 딸
    - 아버지 - 해령부원군 김희철(海寧府院君 金希哲)
    - 어머니 - 안동 권씨(安東 權氏) - 권장(權璋)의 딸
      - 누나 - 이민병(李民秉)에게 출가
      - 누나 - 박윤(朴潤)에게 출가
      - 누나 - 공빈 김씨(恭嬪 金氏, 1553~1577)
      - 매형 - 제14대 선조(宣祖, 1552~1608, 재위 1567~1608)
        - 조카 - 임해군 진(臨海君 珒, 1572 - 1609)
        - 조카 - 제15대 광해군 혼(光海君 琿, 1575~1641, 재위 1608~1623)

      - 누나 - 성준(成準)에게 출가
      - 누나 - 이준(李壿)에게 출가
      - 누나 - 박건(朴楗)에게 출가
      - 누나 - 남간(南侃)에게 출가
      - 누나 - 박진남(朴震男)에게 출가
      - 누나 - 하순(河淳)에게 출가
      - 부인 - 전주 이씨(全州 李氏) - 복흥수(復興守) 이몽은(李夢殷)의 딸
        - 장남 - 김수온(金守溫)
        - 며느리 - 창녕 성씨(昌寧 成氏) 
          - 손자 - 김대성(金大聲)

        - 차남 - 김수량(金守良)
        - 며느리 - 원주 이씨(原州 李氏)
          - 손자 - 김대형(金大亨)
          - 손자 - 김대성(金大聲) - 백부 김수온에게 출계
          - 손녀 - 성후술(成後述)에게 출가
          - 서손 - 김대율(金大律)

        - 삼남 - 김수검(金守儉)
        - 며느리 - 청해 이씨(靑海李氏)
          - 손자 - 김대임(金大任)
          - 손녀 - 심가(沈榎)에게 출가
          - 손녀 - 오정위(吳挺緯)에게 출가
          - 서손 - 김대정(金大鼎)
          - 서손 - 김대현(金大鉉)
          - 서손녀 - 신세기(愼世基)에게 출가

        - 딸 - 한익명(韓翼明)에게 출가

## 기타 사항
12대손이 김종필(金鐘必) 전 국무총리이다.

## 관련 작품
- 주민준 - 《허준》(2000년, MBC)
- 이찬 - 《허준》(2011년, MBC)

## 같이 보기
- 임해군 이진
- 조선 광해군 이혼
- 신성군 이후
- 조선 정원대원군 이부
- 순화군 이보
- 인성군 이공
- 조선 흥안군 이제
- 경평군 이늑
- 조선 인조 이종
- 김공량
- 류자신
- 류희분

| 전임 정기룡 | 제16대 삼도수군통제사 1619년 9월 - 1621년 3월 | 후임 정기룡 |